# Khoni
Khoni (en géorgien : ხონი) est une ville de Géorgie, appartenant à la région de l'Iméréthie et capitale d'un district éponyme.

## Géographie
Elle est située sur la rive droite de la rivière Tskhenistskali dans le nord-est de la région et en bordure de la région de Mingrélie-et-Haute-Svanétie, à 266 kilomètres de la capitale Tbilissi.

## Histoire
Elle fut fondée au VIe siècle et abrita à partir du XIIIe siècle une cathédrale. Elle acquit le statut de ville en 1921 et prit le nom d'Alexandre Tsouloukidzé, une personnalité soviétique, de 1936 à 1991.

## Économie
Son économie repose sur l'agriculture pratiquée dans les environs, et principalement la culture du thé.

## Démographie
La population a diminué de la manière suivante, 14 296 habitants en 1989, 11 315 habitants en 2002 et 8 987 habitants en 2014.

## Personnalités liées à la ville
- Akaki Tchenkéli
- Tamar Abakelia
- Apollon Kutateladze